# HD 139906
HD 139906，又名BD+50 2206，SAO 29600、HR 5835，是一颗恒星，视星等为5.84，位于銀經80.8，銀緯50.74，其B1900.0坐标为赤經15h 35m 38.9s，赤緯+50° 50.74′ 58″。